# Le Chien jaune
Pour les articles homonymes, voir Chien jaune (homonymie).
Le Chien jaune est un roman policier de Georges Simenon écrit en mars 1931 à l'hôtel La Michaudière, château de Guigneville-sur-Essonne, et publié en avril 1931.
Le commissaire Maigret a été envoyé en renfort à Concarneau, petite sous-préfecture du Finistère. À peine arrivé, il doit débusquer un tueur qui assassine un client d'un café, tente d'empoisonner un autre client, s'en prend à une troisième personne. Il fait régner en quelques jours la terreur dans la petite ville portuaire. La présence d'un mystérieux chien jaune participe à l'angoisse des habitants. L’enquête se déroule du 7 au 11 novembre, soit durant quatre jours. Maigret forme des hypothèses se fondant sur l’intuition plutôt que sur la déduction, à la différence de son jeune collègue, féru de méthodes scientifiques. La présence du chien jaune aux tournants de l’action peut apparaître comme le motif symbolique de la peur mystérieuse qui plane sur les événements.

## Personnages
- Les enquêteurs
  - commissaire Maigret.
  - Inspecteur Leroy : 25 ans ; collaborateur occasionnel de Maigret ; il vient de sortir de l'école et réalise sa première enquête avec le commissaire.

- Victimes, suspects et témoins
  - Jean Goyard, alias Jean Servières : journaliste.
  - Le Pommeret :Beau jeune homme de famille aisée, coureur de jupons.
  - Ernest Michoux : docteur en médecine qui a renoncé à exercer pour administrer une société de lotissement de terrains à bâtir ; la trentaine ; divorcé sans enfants ; il vit avec sa mère.
  - Emma : 24 ans et célibataire ; fille de salle de l’Hôtel de l’Amiral.
  - Léon Le Guérec : ancien marin qui a fait de la prison.

- Autres personnages
  - Le maire de Concarneau.
  - La mère du docteur Michoux.
  - Le lieutenant de gendarmerie.

## Résumé
Le roman est présenté en 11 courts chapitres. 

### Mise en place de l'intrigue
Chapitres 1 à 3.
Envoyé en renfort à Concarneau, Maigret découvre des faits alarmants. 
C’est d’abord la tentative d’assassinat dont est victime l’honorable M. Mostaguen, un soir au sortir de sa partie de cartes à l’Hôtel de l’Amiral : il reçoit au ventre une balle tirée de la boîte aux lettres d’une maison vide. 
Et le sort semble s’acharner sur ses partenaires, car, deux jours après l’arrivée du commissaire Maigret, l’un des habitués du café, un journaliste du nom de Jean Servières disparaît, et sa voiture est retrouvée dans les environs, le siège avant maculé de sang. 
C’est au tour de M. Le Pommeret, qui meurt empoisonné. 
Le quatrième du groupe, le docteur Michoux, qui s’attend à y passer aussi, n’en mène pas large.

### L'enquête
Chapitres 4 à 9.
Maigret fait incarcérer le docteur Michoux pour le protéger.
Ces événements attirent une foule de journalistes, d’autant plus que la feuille locale a imprimé un article alarmiste qui signale la présence d’un chien aux poils jaunes, maigre sur pattes, un chien errant apparu dès le premier soir, et qui appartient sans nul doute à un inquiétant rôdeur dont on a repéré les traces. Les gendarmes, en effet, ne tardent pas à arrêter le vagabond, un colosse, qui leur échappe en plein marché et s’enfuit dans un pâté de maisons et de hangars aux multiples issues, près de l’Hôtel de l’Amiral. Sur ces entrefaites, Servières est retrouvé à Paris, où il s’était rendu après avoir confié au Phare de Brest le papier anonyme qui a répandu la terreur à Concarneau. 
C’est par Emma, la fille de salle de l’hôtel, personnage auquel Maigret s’est intéressé dès son arrivée, que l’affaire s’éclaircira. Le soir des derniers événements, la jeune fille est aperçue par Maigret et son adjoint, l’inspecteur Leroy, dans le galetas où elle rejoint le vagabond qui s’y est réfugié. Une fouille dans la chambre d’Emma révèle au commissaire, par une lettre signée « Léon », l’existence d’un ancien projet de mariage entre la jeune fille et un marin qui venait d’acquérir, grâce à un prêt bancaire, un bateau appelé « La Belle-Emma ». La capture du vagabond – qui n’est autre que l’ex-marin Léon Le Guérec – et la confrontation générale que Maigret provoque dans la cellule du docteur Michoux vont mettre au grand jour la manière.

### Dénouement et révélations finales
Chapitres 10 et 11.
Le chien jaune, lui, n’a pas survécu à la blessure reçue au cours des incidents qui ont marqué la chasse au vagabond.
Il y a quelques années, Le Guérec, abusé et trahi par le trio peu recommandable : Michoux, Servières, Le Pommeret, s’est retrouvé ruiné aux États-Unis, et emprisonné à Sing-Sing près de New York, pour transport de drogue. Mais son retour inopiné à Concarneau, après plusieurs années, a déclenché la panique chez ses anciens commanditaires. Pour la brute au chien jaune qu’était devenu Léon, c’était la vengeance qui se profilait, et il fallait l’accomplir par tous les moyens. L’un de ceux-ci consistait à lui faire endosser des actes criminels capables d’angoisser la population et dont Ernest Michoux était lui-même, non sans maladresse, l’auteur ou le complice.
On apprend en fin de roman que Michoux a été condamné à la peine de 20 ans de réclusion criminelle à passer au bagne de Cayenne. Sa mère tente d'obtenir un procès en révision, sans succès jusqu'à présent. Léon Le Guérec a épousé Emma ; le couple, qui a eu une enfant, a quitté Concarneau pour vivre au Havre. Léon est redevenu pêcheur.

## Éditions
- Édition originale : Fayard, 1931.
- Le Chien jaune, 1976, éd. Pocket, n°1330  (ISBN 2-266-02320-9).
- Tout Simenon - Tome 16, Omnibus, 2003  (ISBN 978-2-258-06101-9).
- Le Chien jaune, Le Livre de poche n° 14292[1].
- Livre de poche n° 32209, 2003  (ISBN 978-2-253-14292-8).
- Tout Maigret - Tome 1, éd. Omnibus, 2019  (ISBN 978-2-258-14806-2).

## Adaptations
- Le Chien jaune, film français réalisé par Jean Tarride, avec Abel Tarride (dans le rôle du commissaire Maigret), sorti le 20 août 1932.
- De la série télévisée française Les Enquêtes du commissaire Maigret, deux versions du roman : 
  - Le Chien jaune (première version, en noir et blanc), téléfilm français réalisé par Claude Barma, avec Jean Richard (commissaire Maigret), diffusé sur la deuxième chaîne de l'ORTF en 1968 ;
  - Le Chien jaune (seconde version, en couleurs), téléfilm français réalisé par Pierre Bureau, avec Jean Richard (commissaire Maigret), diffusé sur Antenne 2 en 1988.
- Sous le titre russe : Заложники страха, Zalojniki strakha (ce qui signifie littéralement « Otages de la peur ») [2], téléfilm russo-ukrainien adapté du roman Le Chien jaune, réalisé par Aleksandr Vizir, avec Youri Evsioukov (ru) (commissaire Maigret), diffusé en 1993[3].

## Livre audio
- Georges Simenon, Le Chien jaune, Paris, Audiolib, 15 mai 2013 (ISBN 978-2-35641-589-9, BNF 43590561)Narrateur : François Marthouret ; support : 1 disque compact audio MP3 ; durée : 3 h 50 min environ ; référence éditeur :  Audiolib 25 1471 9.

### Source bibliographique
- Maurice Piron, Michel Lemoine, L'Univers de Simenon, guide des romans et nouvelles (1931-1972) de Georges Simenon, Presses de la Cité, 1983, spécialement p. 264-265  (ISBN 978-2-258-01152-6).